# オペレーション・オー
オペレーション・オー（英：Operation Ore）は1999年に端を発し2000年代前半にかけて実施されたイギリス警察による捜査作戦である。児童ポルノの頒布元とされたウェブサイトの利用者数千名の取り締まりを目的とし、アメリカ合衆国の法執行機関が提供した情報に基いて遂行された。
イギリス国内で 7,250 名の容疑者を特定、4,283 件の家宅捜索が実施され、逮捕 3,744 名、起訴 1,848 名、有罪 1,451 名、戒告 493 名、捜査継続 879 名の成果をあげるとともに、危険な状況下にあると疑われた子供 140 名に保護処置がとられた（状況の危険性についての判断基準は必ずしも明確ではない）。また、少くとも 33 名の自殺者を出した。
本作戦は多数の性犯罪者の検挙という成果を挙げた一方、そもそも誤りを含んでいたアクセスデータに基づいて多くの不当捜査が実施されたことが明らかとなっており、誤って捜査対象となった多くの者の生活が破壊され、大量の自殺者の発生につながったとされている。
オペレーション・オーは先行してアメリカで実施された児童ポルノ一斉取り締まり作戦、通称「オペレーション・アヴァランチ」 (Operation Avalanche) を受けて実施されたものである。後者ではアメリカ国内で 35,000 件にのぼるアクセス記録が捜査線上にあがった一方で起訴人数は 100 名に留まっており、結果の規模は大きく異なる。またアメリカでは連邦捜査局が訴追のための証拠を収集した上で作戦に着手したため、起訴に至ったケースではほとんどが有効な判決に結びついている。

## 捜査の発端
1999年4月、アメリカ合衆国郵便公社捜査部門 (United States Postal Inspection Service, USPIS) のテキサス州支部は、郵便捜査官ロバート・アダムズ (Robert Adams) の申し立てを受理。アダムズはミネソタ州セントポール在住の協力者ロニー・ミラー (Ronnie Miller) から得た児童ポルノ販売サイトに関する情報を通告した。問題の画像はインドネシアに住む管理人が提供しているものであったため、これを郵便公社の捜査部門が追及できるか否かが問題となった。
これに先立つ 1998年1月10日、アメリカ合衆国司法省は、Office of Justice Programs（司法省の一部門）の後援により全国展開していた「少年司法・非行防止事務所」 (Office of Juvenile Justice and Delinquency Prevention, OJJDP) の一環として、ダラス警察に「児童に対するインターネット犯罪」(Internet Crimes Against Children, ICAS) 特別対策本部を設置している。ICAS の目的は子供を対象としたインターネット犯罪を捜査・訴追することである。郵便公社捜査部門は1999年前半にこのダラス警察と協働してさらなる捜査を行ない、インドネシアからもたらされている画像を訴追対象とする可能性を探った。
後述の Landslide Productions 社の公判記録によれば、ダラス警察は捜査中にマイクロソフト社と連携したことが明らかとなっている（マイクロソフト社では従業員に地元コミュニティへの協力を奨励している）。捜査の結果インドネシアから供給されている画像を対象として訴追することは困難なことが明らかとなり、ダラス警察は協力していた地元のマイクロソフト社員に助言を求めた。マイクロソフト社員はインターネット通信を地図上にプロットするプログラム ("Web Buddy") を利用し、これを元にダラス警察はロニー・ミラーの指摘した通信がテキサス州フォートワースに所在するインターネットサービスプロバイダ、Landslide Productions 社のルーターを経由していることを突きとめた。

## Landslide Productions社の摘発
1999年9月8日、連邦捜査員はテキサス州フォートワースのトマス・リーディおよびジャニス・リーディ (Thomas and Janice Reedy) の自宅およびオフィスに対する家宅捜索を実施。リーディらは Landslide Productions 社という屋号でインターネットビジネスを行なっており、Landslide Productions 社は 60 の国に 250,000 名の会員を擁する世界的なポルノサイトの一大ネットワークを形成していた。FBI はこの事業に児童ポルノサイトの閲覧権販売が含まれると見ていた。
フォートワースの別宅での捜査ではコンピュータが押収され、専門家デーン・ハイスケル (Dane Heiskel) が電子メールを分析した結果、リーディ夫妻が自社の決済システムが児童ポルノへのアクセスに利用されていたことを知っていたことが明らかとなった。また同じコンピュータから子供を被写体とした性的な画像が発見された。
後の調査ではトマス・リーディが児童ポルノを供給する意思があったか否か疑問が呈されたが、2001年8月6日、リーディは児童ポルノ頒布で有罪となり禁固 1,335 年（後に 180 年に軽減）、ジャニス・リーディは共犯として禁固 14 年の判決を受けた。これが「オペレーション・アヴァランチ」の発端となる。

## 一斉取り締まり
Landslide Productions 社が提供していたのは、アダルトサイト管理者向けの決済システムである。システムは課金を自動化するもので、管理者がこれを利用していた場合、アダルトサイト利用者は支払いもしくはログインの後にコンテンツにアクセスする仕組みになる。主要なシステムは AVS (Adult Verification System, 成人認証システム) と Keyz と呼ばれるものであった（後者は Landslide Productions が所有するドメイン keyz.com を通じて運用）。
Landslide Productions 社のウェブサイトの成人セクションには、この Keyz のパスワード授受に利用するための登録情報を記入するフォームが設置されていたとされている。USPIS とダラス警察は地方検事補テリ・ムーア (Terri Moore) にこうした捜査結果を示した。
引き続いて行なわれた捜査により、クレジットカードを利用して児童ポルノにアクセスしたことが疑われる者の情報数千名分が集められ、これに基づく検挙が行なわれた。警察官や判事、ロックバンドザ・フーのギタリストピート・タウンゼント（戒告処分を受けたものの、児童ポルノとは無関係なサイトへのアクセスであったことが判明）、マッシヴ・アタックのロバート・デル・ナジャ（Robert Del Naja, 同様に児童ポルノと無関係なサイトへのアクセスであったことが判明し処分はなし）、俳優で作家のクリス・ランガム (Chris Langham) などの著名人を含め、児童ポルノサイトへのアクセスが疑われた者が相次いで逮捕された。

## 捜査についての批判

### 裏付けの不備と捜査方針の曖昧さ
2003年からオペレーション・オーの内実が吟味されるようになると、イギリスの警察当局の不手際が厳しい批判を浴びることとなった。批判の焦点のひとつは、Landslide Productions 社のデータベースに記録されたクレジットカード所有者が実際に児童ポルノサイトにアクセスしたかどうかの確証がないまま検挙したことである。これはカード所有者の購入歴の事前調査によりサイトへのアクセスを確認していたアメリカと著しく異なっていた。ジャーナリストのダンカン・キャンベル (Duncan Cambell) は2005年から2007年にかけて一連の記事でこの捜査上の瑕疵を指摘している。
児童ポルノサイトの課金を支払っていた者の多くが盗難カードの情報を入力していた一方、警察は実際の閲覧者ではなくカードの名義人を逮捕したため、これは重大な過失をもたらすこととなった。また数千にも及ぶ支払いがなされたのは実際のサイトではなくダミーのサイトであったことも混乱に拍車をかけた。警察が最終的に確認したところによれば、Landslide Productions 社のデータベースには 54,348 件の盗難カード情報が記録されていたことが判明している。イギリス警察はこの情報を被疑者側に提供せず、また未確認の時点でも「クレジットカードの不正使用はなかった」と主張したことが指摘されている。
さらに、この問題が追及される過程でデータベースの記録と Landslide Productions 社の家宅捜索時の記録映像が明らかになり、USPIS のマイケル・ミード (Michael Mead) が捜査に関する宣誓供述において偽証を行なっていることが判明した。こうした捜査の瑕疵が明らかとなったため、2006年にはオペレーション・オーによって逮捕された者の多くが不当逮捕であるとして捜査作戦の担当者に対する集団訴訟を提起している。
イギリスで警察と連携しつつ児童ポルノ取り締まりの先頭に立つ児童搾取・オンライン保護センター (Child Exploitation and Online Protection Centre, CEOP) とその指導部は、児童の保護、および法の執行の双方についていずれも曖昧な認識を示しているとして批判されることとなった。捜査作戦に際して公正な判断を行なうためにこれらについて明瞭な定義付けが求められるも、「近いうちに」明らかにするとするのみであり、2009年現在、数年が経過しているものの明文化された方針は発表されていない。

### メディアでの誤謬の流布
捜査対象者に対する不正確で先入見を含む情報が未曾有の規模で流布されたことも批判されている。例としては作戦の初期段階に国営テレビ放送において、警察幹部が該当リストに掲載されている者全員が「疑いの余地のない犯罪者」であると述べたものがある。これはその多くが起訴さえされていない段階での発言であった。誤報は作戦を担当した警察官からも発せられ、彼らは「専門家の意見」などと称して、「インターネット上で偶然に子供の卑猥な画像に遭遇することはほとんどありえない」などと述べていた。こうした発言はいずれもまったく信憑性がないもので、インターネット・ウオッチ・ファウンデーション (Internet Watch Foundation) によれば、イギリスでは 150 万人のインターネットユーザーがこうした画像を意図せず目にした経験があるとされている。

## 影響など
捜査における種々の問題が徐々に明らかにされている一方で、すでに取り調べに屈服して存在しない嫌疑を認めてしまった被疑者や戒告を受けいれた者には回復し難い損害がもたらされ、未だに無実を主張している者の多くは長期間に渡る訴追を受け続けることとなった。また、裏付けのない嫌疑は性犯罪者の実態把握にも悪影響をもたらし、児童の保護という本来の目的の障害となる可能性がある。
2006年、この問題についてのキャンペーン・サイトである「21世紀の異端審問」 (Inquisition 21st Century) というサイトが検索エンジン Google の検索結果から除かれ、検索結果の操作が疑われたが、間もなく回復された。